# Фегули, Софьян
Софья́н Фегули́ (фр. Sofiane Feghouli; араб. سفيان فيغولي‎; род. 26 декабря 1989[…], Леваллуа-Перре) — алжирский и французский футболист, вингер клуба «Фатих Карагюмрюк» и сборной Алжира.
Софьян начинал профессиональную карьеру в клубе «Гренобль». В этой команде он провёл пять сезонов, большая часть из которых пришлась на второй дивизион Франции. С 2010 года выступал в «Валенсии», являясь ведущим правым вингером команды, добирался с ней до полуфинала Лиги Европы, а также дважды останавливался в шаге от финала Кубка Испании. Летом 2016 года Фегули стал игроком «Вест Хэма».
Софьян начинал играть в юношеских и молодёжных сборных Франции, однако затем пополнил ряды сборной Алжира, с которой участвовал на КАН 2013 года, а также отправлялся на финальную часть чемпионата мира 2014 года, став автором первого гола алжирцев на данном турнире.

## Клубная карьера
Софьян является воспитанником малоизвестного парижского клуба «Ред Стар». Свою профессиональную карьеру начинал в «Гренобле», дебютировав в основном составе этого клуба 27 апреля 2007 года. Через два месяца подписал первый контракт в своей карьере, связав отношения с «Греноблем» на три года. Уже в семнадцать лет Фегули сумел закрепиться в стартовом составе «Гренобля» и помог команде выбрать в элиту французского футбола. В своём первом и последнем сезоне Лиги 2 Софьян провёл 26 матчей и забил 3 гола.
Продолжил демонстрировать уверенную игру в высшей лиге, отметившись в первом круге 16 выходами на поле и 4 голевыми передачами. Однако в концовке дебютного сезона Софьян получил тяжелую травму. Случилось это 12 апреля, «Гренобль» встречался с «Марселем» (1:4) и Фегули травмировался на 54-й минуте встречи. Вернулся в строй накануне следующего сезона, выйдя в старте в семи первых туров. «Гренобль» был одним из аутсайдеров чемпионата, потерпев 7 поражений подряд. Фегули же получил очередную тяжёлую травму, и руководство клуба посчитало, что вингер не оправдывает вкладываемых средств.

### «Валенсия»
20 мая 2010 года Фегули перешёл в «Валенсию», подписав контракт на пять лет. Дебют в «Валенсии» состоялся 25 сентября в матче 5-го тура чемпионата Испании против хихонского «Спортинга». На 70-й минуте Фегули вышел на замену вместо Хуана Маты. В первом сезоне провёл всего 5 игр, так как уже в январе отправился в аренду в «Альмерию». В сезоне 2011/12 Фегули закрепился в основе «Валенсии», провёл 42 матча и забил 8 голов. Параллельно Софьян дебютировал в сборной Алжира, а также был признан лучшим игроком своей страны. Фегули больше не выпадал из основы «летучих мышей» и несколько раз даже выходил с капитанской повязкой.

### «Вест Хэм Юнайтед»
14 июня 2016 года Фегули, ставший свободным агентом, заключил трёхлетний контракт с английским клубом «Вест Хэм Юнайтед». Официальному сайту клуба футболист заявил, что рад выступать в составе «Вест Хэма» под руководством тренера Славена Билича, и отметил, что история клуба была важным фактором при принятии решения о переходе. Сезон 2016/2017 для Фегули сложился неудачно, стабильного места в составе клуба он не имел, сыграв в Премьер-лиге лишь 21 матч, в котором забил три гола и получил одну красную карточку. После окончания сезона алжирец был оштрафован клубом за неявку на встречу команды с детьми. Фегули в своё оправдание заявлял, что пропустил встречу из-за болезни, но руководство «Вест Хэма» провело расследование и не нашло причин для отмены дисциплинарного взыскания.
14 августа 2017 года Фегули перешёл в турецкий «Галатасарай» за 4,25 млн евро. Личный контракт футболиста рассчитан на пять лет, зарплата составит 3,85 млн евро к год.

## Карьера в сборной
Софьян имел право играть как за сборную Алжира, так и за сборную Францию. Он отдал предпочтение играть в сборной Франции, и появился на нескольких матчах молодёжной команды страны. 12 ноября 2008 года тренер сборной главной команды Раймон Доменек включил Софьяна в предварительный список игроков на товарищеский матч против сборной Уругвая. Но в 2011 году Фегули заявил, что хотел бы выступать за сборную своей исторической родины, и с 2012 года выступает за национальную команду Алжира. Со сборной Алжира поехал на чемпионат мира 2014. Дошёл со сборной Алжира до 1/8 финала чемпионата мира.
Летом 2019 года Софьян был вызван в состав своей национальной сборной на Кубок африканских наций в Египте. В матче 1/4 финала его гол на 20-й минуте матча в ворота Кот-д’Ивуара помог сборной сыграть вничью в основное время матча, а в серии послематчевых пенальти обыграть соперника и выйти в полуфинал.

## Достижения
«Галатасарай»
- Чемпион Турции (2): 2017/18, 2018/19
- Обладатель Кубка Турции: 2018/19

Сборная Алжира
- Обладатель Кубка африканских наций: 2019